# Продан, Алла Аркадьевна
Алла Аркадьевна Продан (род. 2 декабря 1957, Днепропетровск) — советская бадминтонистка.

## Карьера
Воспитанница днепропетровского бадминтона. Тренер — А. А. Гайдук.
Чемпионка СССР
- одиночный разряд — 1978, 1979
- парный разряд — 1977, 1978, 1979, 1982

На чемпионате Европы 1980 года в паре с Надеждой Литвинчевой завоевала первую медаль для СССР.
Работает тренером в Днепропетровске.
Окончила Днепропетровский архитектурно-строительный институт.
- Бадминтон в России
- Чемпионы: от СССР до России (недоступная ссылка)
- В. Лифшиц, А. Галицкий. Бадминтон. — М.: ФиС, 1984.